# Saint-Prix (Saône-et-Loire)
Pour les articles homonymes, voir Saint-Prix.
Saint-Prix est une commune française située dans le département de Saône-et-Loire, en région Bourgogne-Franche-Comté.
La commune est quelquefois dénommée officieusement sous le nom de Saint-Prix-en-Morvan pour la distinguer d'autres communes homonymes situées dans les départements voisins de la Côte-d'Or et de l'Allier.
Le territoire communal, peu peuplé et couvert d'importantes surfaces forestières, se positionne non loin des limites orientales du département de la Nièvre, dans l'ancienne région de Bourgogne, au centre du massif montagneux du Morvan et en plein cœur du parc naturel régional du Morvan. La particularité géographique du petit village de Saint-Prix est d'abriter sur son territoire le point culminant de ce massif, le sommet du Haut-Folin, celui-ci étant également le point culminant du département de Saône-et-Loire et de l'ancienne région de Bourgogne. Ce sommet héberge également depuis les années 1980, une petite station de ski, ainsi qu'un émetteur de télévision.
Historiquement, la paroisse médiévale de Saint-Prix était partagée entre la châtellenie de Glenne et les évêques d'Autun, avant d'être rattachée au domaine des ducs de Bourgogne, puis à celui de la Couronne de France.
La commune, située dans l'arrondissement d'Autun, est également adhérente à la communauté de communes du Grand Autunois Morvan à compter du 1er janvier 2017 après la fusion de l'ancienne communauté de communes de Beuvray - Val d'Arroux dans laquelle se situait Saint-Prix, auparavant.

## Géographie

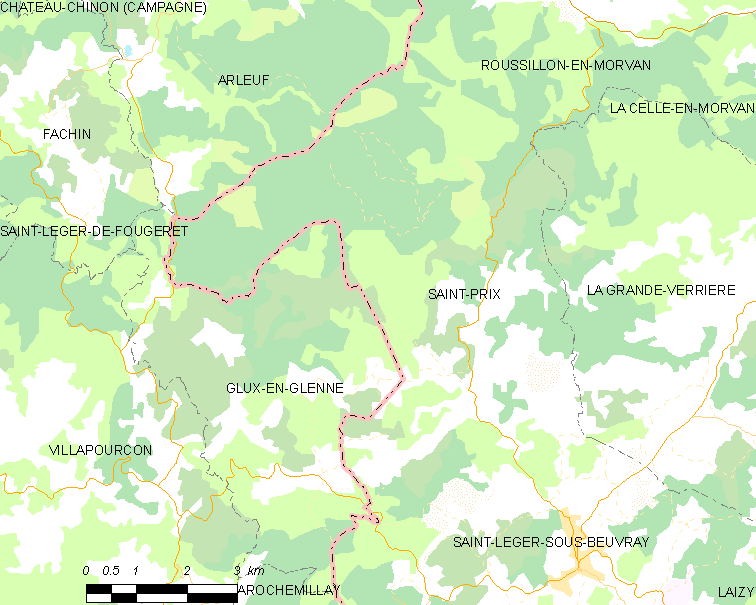
Plan du territoire de Saint-Prix.

### Situation
Le centre du bourg de Saint-Prix se situe à environ 17,2 km d'Autun, principale ville de la région, chef-lieu d'arrondissement et ville-siège de la communauté de communes.
Le village morvandiau est également situé à 84 km de Dijon, préfecture de la région Bourgogne-Franche-Comté, à 146 km de Lyon, à 249 km de Paris et à 420 km de Marseille.

### Description
Saint-Prix est une petite localité rurale composée d'un bourg central et de quelques hameaux à l'habitat très peu dense. Situé sur le flanc oriental des crêtes du massif Morvan, c'est sur le territoire de la commune que se dresse le Haut Folin, point culminant de ce massif de basse montagne. Elle est dotée d'un grand espace forestier qui recouvre principalement le nord et l'ouest du territoire communal.

### Géologie et relief
La commune de Saint-Prix est située dans le massif du Morvan, petit ensemble montagneux détaché du Massif central qui représente le morceau de ce socle cristallin le plus avancé vers le nord à la limite de la bordure sédimentaire du Bassin parisien.
L'altitude décroît progressivement depuis le sud vers le nord du massif. La chaîne granitique du Haut-Folin, point culminant, situé sur le territoire de Saint-Prix, s'élève à 901 mètres d'altitude.

### Communes limitrophes
Saint-Prix est située sur la bordure occidentale du département de Saône-et-Loire et la commune est donc riveraine de deux communes du département de la Nièvre.

### Hydrographie
Situé sur la bordure occidentale des points culminants du Morvan, le territoire communal est sillonné par quelques torrents et une rivière notable. Ces cours d'eau présentent des fluctuations saisonnières de débit fort marquées et peuvent éventuellement déborder de leurs lits lors de la période printanière, à la suite des cumuls d'eau liés à de fortes pluies associées avec la fonte nivale.
Les trois principaux cours d'eau de la commune sont :
- le Méchet, d'une longueur de 23,9 kilomètres et qui prend sa source dans le village est un affluent de l'Arroux en rive droite, donc un sous-affluent de la Loire ;
- Le ruisseau de l'Argentolle d'une longueur de cinq kilomètres qui prend sa source dans le bourg central de Glux[4] est un affluent de l'Arroux et donc un sous-affluent de la Loire ;
- Le ruisseau du Cret Morin qui prend sa source dans le village.

### Climat
Pour des articles plus généraux, voir Climat de la Bourgogne-Franche-Comté et Climat de Saône-et-Loire.
En 2010, le climat de la commune est de type climat de montagne, selon une étude du Centre national de la recherche scientifique s'appuyant sur une série de données couvrant la période 1971-2000. En 2020, Météo-France publie une typologie des climats de la France métropolitaine dans laquelle la commune est exposée à un climat océanique altéré et est dans une zone de transition entre les régions climatiques « Lorraine, plateau de Langres, Morvan » et « Centre et contreforts nord du Massif Central ».
Pour la période 1971-2000, la température annuelle moyenne est de 10,3 °C, avec une amplitude thermique annuelle de 16,6 °C. Le cumul annuel moyen de précipitations est de 1 354 mm, avec 14,2 jours de précipitations en janvier et 8,9 jours en juillet. Pour la période 1991-2020, la température moyenne annuelle observée sur la station météorologique de Météo-France la plus proche, « Chateau Chinon », sur la commune de Château-Chinon (Ville) à 16 km à vol d'oiseau, est de 10,5 °C et le cumul annuel moyen de précipitations est de 1 252,3 mm. 
La température maximale relevée sur cette station est de 38,8 °C, atteinte le 25 juillet 2019 ; la température minimale est de −21,3 °C, atteinte le 10 février 1956,,.
Les paramètres climatiques de la commune ont été estimés pour le milieu du siècle (2041-2070) selon différents scénarios d'émission de gaz à effet de serre à partir des nouvelles projections climatiques de référence DRIAS-2020. Ils sont consultables sur un site dédié publié par Météo-France en novembre 2022.

#### Températures pour 2017
| Mois                              | jan. | fév. | mars | avril | mai  | juin | jui. | août | sep. | oct. | nov. | déc. |
| --------------------------------- | ---- | ---- | ---- | ----- | ---- | ---- | ---- | ---- | ---- | ---- | ---- | ---- |
| Température minimale moyenne (°C) | −2,7 | 2,1  | 4,2  | 1,6   | 9,1  | 13,7 | 14,5 | 13,3 | 9,4  | 7,2  | 2,1  | −2   |
| Température maximale moyenne (°C) | 4,5  | 11,3 | 15,1 | 16,8  | 21,9 | 26,6 | 26,8 | 26,6 | 20,8 | 18,7 | 10,3 | 8    |

En raison de sa position et de son altitude, le massif du Morvan connaît des pluies fréquentes et abondantes. Il reçoit en moyenne 1 000 mm d'eau par an sur ses bordures et plus de 1 800 mm sur les sommets les plus élevés ; il pleut ou il neige près de 180 jours par an sur les sommets.

#### Tableau pluviométrique de 2006 à 2008
Ce tableau pluviométrique concerne la ville de Château-Chinon, située à moins de vingt kilomètres de Saint-Prix et située, elle aussi, dans une zone de moyenne montagne à une altitude légèrement inférieure.
| Mois                               | jan.  | fév.  | mars  | avril | mai   | juin  | jui.  | août  | sep.  | oct.  | nov.  | déc.  | année   |
| ---------------------------------- | ----- | ----- | ----- | ----- | ----- | ----- | ----- | ----- | ----- | ----- | ----- | ----- | ------- |
| Précipitations (mm)                | 124   | 108   | 104   | 88    | 125   | 97    | 73    | 98    | 100   | 110   | 122   | 134   | 1 283   |
| Relevé pluviométrique en 2006 (mm) | 64,4  | 102,4 | 184,1 | 62,2  | 130,5 | 71,4  | 51,7  | 210,2 | 107,8 | 146,1 | 169,1 | 62,4  | 1 362,3 |
| Relevé pluviométrique en 2007 (mm) | 144,2 | 145,1 | 146,4 | 40,9  | 166,1 | 150,2 | 186,5 | 167,9 | 105,3 | 35    | 73,6  | 110,8 | 1 472   |
| Relevé pluviométrique en 2008 (mm) | 113,8 | 50,6  | 190,2 | 120,6 | 99    | 56,4  | 100,7 | 131,6 | 97,3  | 120,4 | 83,2  | 80,4  | 1 244,2 |

### Voies de communication

Itinéraire du GR de Pays Tour du Morvan dans le parc naturel régional du Morvan.

#### Les sentiers de Grande Randonnée
- Le sentier GR du tour du Morvan

Le sentier de grande randonnée dénommé « Sentier de grande randonnée de pays Tour du Morvan » qui traverse les trois départements de la Nièvre, de l'Yonne et de la Côte-d'Or, passe par le territoire de la commune.
- Le sentier GR 131

Le sentier de grande randonnée 131 (GR 131) relie l'oppidum de Bibracte, situé sur le Mont Beuvray à Autun et emprunte donc une grande partie du territoire communal après avoir traversé la commune voisine de Glux-en-Glenne.

#### Les voies routières
Le territoire de la commune est traversé par trois routes départementales :
- la route départementale 179 (RD 179)

cette route relie, vers le nord, le territoire de Roussillon-en-Morvan (jonction avec la RD 978) avec le bourg central de Saint-Prix et le relie avec la commune de Saint-Léger-sous-Beuvray, vers le sud. Il s'agit de la principale voie routière de la commune.
- la route départementale 260 (RD 260)

cette route permet de relier le bourg central de Saint-Prix avec la commune voisine de Glux-en-Glenne, située dans le département de la Nièvre.
- la route départementale 500 (RD 500)

cette route relie, en direction du nord, la commune voisine de Glux-en-Glenne à la commune d'Arleuf, ces deux communes étant situées dans la Nièvre, en passant par le massif du Haut-Folin, point culminant du Morvan et sa station de ski, situés sur le territoire de Saint-Prix. Il s'agit donc de la route la plus élevée du massif du Morvan.

### Transports publics
Le territoire de la petite commune de Saint-Prix, très enclavée, n'est desservie par aucune ligne de transport en commun publique ou privée.
- La ligne Buscéphale qui relie Château-Chinon à Autun passe par la commune de Roussillon-en-Morvan, située à douze kilomètres au nord de la commune[15],[16].
- La gare ferroviaire la plus proche de la commune est la gare d'Autun, située sur la ligne d'Étang à Santenay (via Autun), mais celle-ci n'est plus desservie par des trains de voyageurs depuis le 20 novembre 2016[17].
- La gare ferroviaire du Creusot-TGV est située à environ trente-cinq kilomètres de la commune.

## Urbanisme

### Typologie
Au 1er janvier 2024, Saint-Prix est catégorisée commune rurale à habitat très dispersé, selon la nouvelle grille communale de densité à sept niveaux définie par l'Insee en 2022.
Elle est située hors unité urbaine. Par ailleurs la commune fait partie de l'aire d'attraction d'Autun, dont elle est une commune de la couronne,. Cette aire, qui regroupe 42 communes, est catégorisée dans les aires de moins de 50 000 habitants,.

### Occupation des sols
L'occupation des sols de la commune, telle qu'elle ressort de la base de données européenne d’occupation biophysique des sols Corine Land Cover (CLC), est marquée par l'importance des forêts et milieux semi-naturels (74,6 % en 2018), une proportion sensiblement équivalente à celle de 1990 (74,7 %). La répartition détaillée en 2018 est la suivante : forêts (73,9 %), prairies (23,5 %), zones agricoles hétérogènes (1,8 %), milieux à végétation arbustive et/ou herbacée (0,7 %). L'évolution de l’occupation des sols de la commune et de ses infrastructures peut être observée sur les différentes représentations cartographiques du territoire : la carte de Cassini (XVIIIe siècle), la carte d'état-major (1820-1866) et les cartes ou photos aériennes de l'IGN pour la période actuelle (1950 à aujourd'hui).

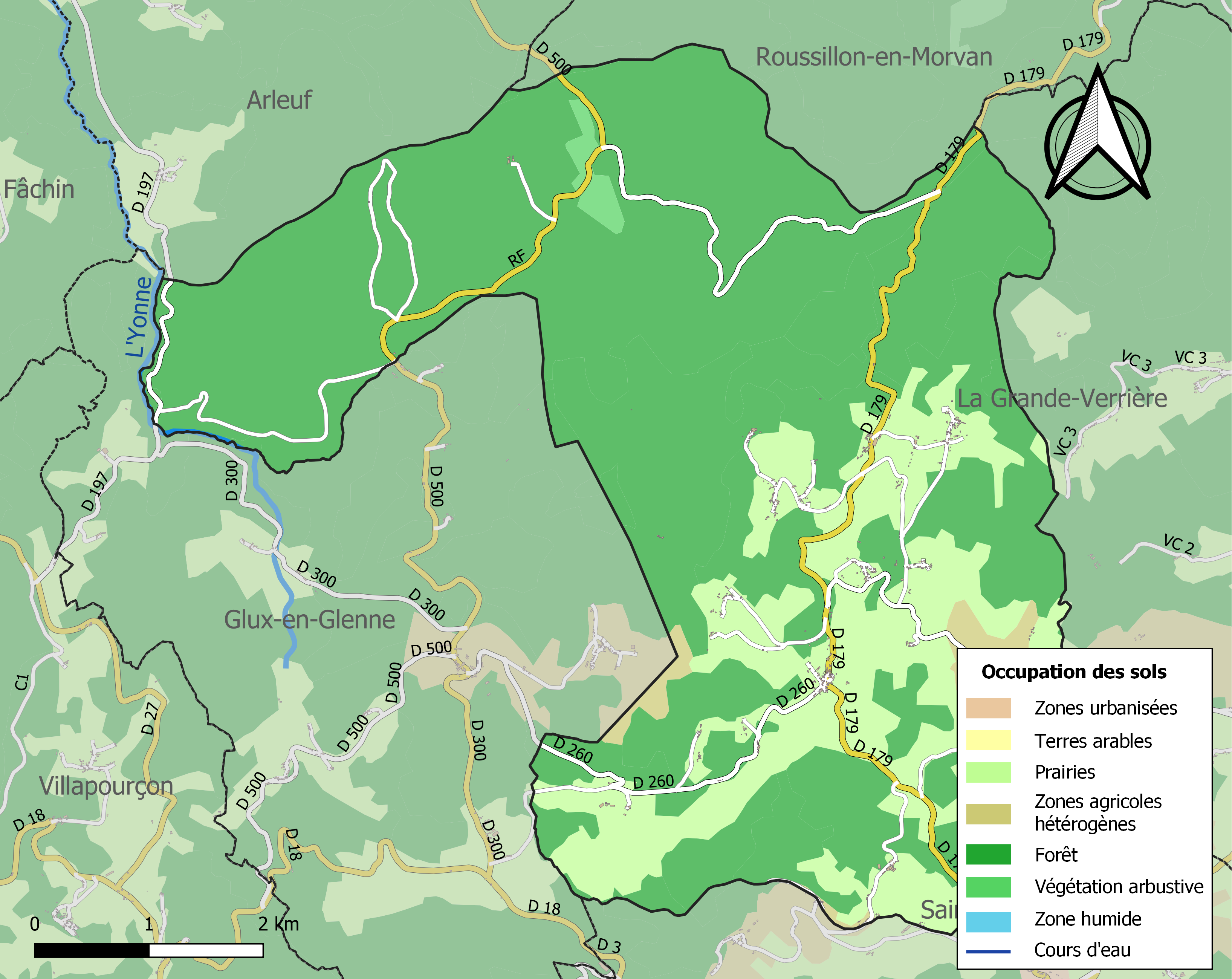
Carte des infrastructures et de l'occupation des sols de la commune en 2018 (CLC).

### Morphologie urbaine
La commune se présente sous la forme d'un petit bourg central entouré d'un grand nombre de petits hameaux. L'habitat, peu dense, est assez dispersé. De nombreuses maisons dites « morvandelles » sont présentes sur le territoire de la commune.
La commune n'a pas fait paraître de plan local d'urbanisme à la date de ce jour (2018).

### Lieux-dits, hameaux et écarts
Voici, ci-dessous, la liste la plus complète possible des divers hameaux, quartiers et lieux-dits résidentiels urbains comme ruraux, ainsi que les écarts qui composent le territoire de la commune de Glux-en-Glenne, présentés selon les références toponymiques fournies par le site géoportail de l'Institut géographique national.
| - Le Bois du Roi (émetteur) - Haut de la Grange - les Trois Bornes - l'Écarie - les Mouilles - Franay - la Rivière - Crot Morin - les rûs Carlin | - la Petite Chaux - la Grande Chaux - les Chaux - la Reinge - Chanson - Montcharmont - Genetouse - la Courte - les Rouets | - Bois de Rire - la Montagne - la Planche - les Barbiers - le Boulat - Argentolle - Plein Faite - Croix prézin - les Chaises |

### Risques naturels et technologiques

#### Risques sismiques
La totalité du territoire de la commune de Saint-Prix est situé en zone de sismicité no 1, comme la plupart des communes de cette partie du Morvan.
| Type de zone | Niveau      | Définitions (bâtiment à risque normal) |
| ------------ | ----------- | -------------------------------------- |
| Zone 1       | Très faible | accélération = 0,4 m/s2                |

## Toponymie
L'ancien nom de la paroisse est Sancti Proejecti fanum. La commune doit son nom à Priest de Clermont, saint de l'Église catholique romaine, évêque d'Arverne, fêté le 25 janvier, connu sous nom latin de Projectus.
Il est souvent dénommé Saint-Prix, en pays de langue d'oil (Île-de-France, Picardie, Bourgogne), Saint-Priest, en pays de langue franco-provençale (Lyonnais) et Saint-Projet, en pays de langue occitane (Cantal, Haute-Loire).

## Histoire

### Préhistoire
En raison de sa nature granitique, cette partie du Morvan dépourvue de grottes et d'abris sous roche, n'a laissé aucune trace d'activités humaines avant le néolithique, époque la plus ancienne où l'on retrouve des traces d'occupations humaine. Les sites concernés par cette époque, les plus proches de la commune, sont le mont Beuvray (Glux-en-Glenne) et le lac des Settons (Montsauche-les-Settons).

### Antiquité

La Confédération éduenne.

La cité de Bibracte, dont le site antique est positionné à proximité de la commune est fondée à la fin du IIe siècle av. J.-C., au sommet du mont Beuvray, par les Éduens, peuple gaulois établi dans les actuels départements français de la Nièvre et de Saône-et-Loire ainsi qu'au sud de celui de la Côte-d'Or.
Les Romains firent, dès le IIe siècle av. J.-C., alliance avec eux, et le Sénat romain les proclama frères de la république. Rome profita de la rivalité qui divisait les Éduens et les Arvernes pour intervenir dans les affaires de la Gaule. Malgré le ralliement tardif de ce peuple à VercIngétorix, chef gaulois qui mena la lutte contre les Romains, la Gaule fut conquise par Jules César en 52 av. J.-C.

### Moyen Âge
En partie liée à la châtellenie de la Torsin et aux dames de l'abbaye Saint-Andoche d'Autun, forêt domaniales de l'abbaye, mais aussi à la châtellenie de Glenne. Après avoir eu ses propres châtelains durant la majeure partie du Moyen-Âge, le domaine passa au XIVe siècle, dans les mains du duc de Bourgogne Robert II. À la mort du duc Charles le Téméraire en 1477, le duché de Bourgogne est réuni à la Couronne de France et le domaine de Glenne devient une châtellenie royale.
Le patronage de l'église paroissiale revenait aux moines de l'abbaye de Saint-Martin d'Autun, possession confirmée par une bulle d'avril 1164 par le pape Alexandre III, réfugié en France : « Ecclesiam de S. Prejecto. ».

### Temps Modernes
Le village a vécu longtemps du commerce du bois de chauffage vers Paris.

### Époque contemporaine
En 1793, Saint-Prix, dans le contexte révolutionnaire, change de nom et devient Prix-sous-Beuvray.

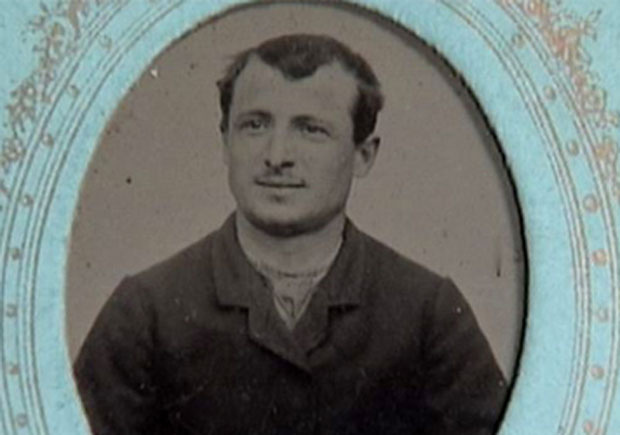
Claude Montcharmont, maréchal-ferrant de Saint-Prix, condamné à mort par la cour d'assises de Saône-et-Loire en 1851.

Le 9 novembre 1850, le garde champêtre de la commune, François Gauthey, est assassiné par Claude Montcharmont, maréchal-ferrant de Saint-Prix et braconnier, qu'il tient pour responsable de sa condamnation pour défaut de permis de chasse, de même que de la mort de son chien de chasse et de ses nombreuses condamnations pour non-respect à la loi lors de ses parties de chasse.
En 1867, la commune entreprend la construction de la mairie-école de garçons, d'après des plans dressés par l'architecte Jean-Baptiste Léger.

## Politique et administration

### Administration municipale
Saint-Prix étant une commune de plus de deux cents habitants, le conseil municipal est donc composé de onze membres, dont un maire, deux adjoints au maire et huit conseillers municipaux.

### Liste des maires
| Période                                  | Période  | Identité            | Étiquette | Qualité |
| ---------------------------------------- | -------- | ------------------- | --------- | ------- |
| janvier 2017                             | en cours | Christian Demizieux |           |         |
| Les données manquantes sont à compléter. |          |                     |           |         |

## Population et société

### Démographie
L'évolution du nombre d'habitants est connue à travers les recensements de la population effectués dans la commune depuis 1793. Pour les communes de moins de 10 000 habitants, une enquête de recensement portant sur toute la population est réalisée tous les cinq ans, les populations de référence des années intermédiaires étant quant à elles estimées par interpolation ou extrapolation. Pour la commune, le premier recensement exhaustif entrant dans le cadre du nouveau dispositif a été réalisé en 2004.
En 2022, la commune comptait 201 habitants, en évolution de −8,64 % par rapport à 2016 (Saône-et-Loire : −1,06 %, France hors Mayotte : +2,11 %).
| 1793 | 1800 | 1806 | 1821 | 1831 | 1836 | 1841  | 1846  | 1851  |
| ---- | ---- | ---- | ---- | ---- | ---- | ----- | ----- | ----- |
| 550  | 805  | 796  | 860  | 864  | 913  | 1 072 | 1 044 | 1 076 |

| 1856 | 1861  | 1866 | 1872  | 1876  | 1881  | 1886  | 1891  | 1896  |
| ---- | ----- | ---- | ----- | ----- | ----- | ----- | ----- | ----- |
| 977  | 1 019 | 979  | 1 019 | 1 081 | 1 117 | 1 107 | 1 102 | 1 054 |

| 1901 | 1906 | 1911 | 1921 | 1926 | 1931 | 1936 | 1946 | 1954 |
| ---- | ---- | ---- | ---- | ---- | ---- | ---- | ---- | ---- |
| 987  | 984  | 945  | 787  | 683  | 626  | 585  | 524  | 420  |

| 1962 | 1968 | 1975 | 1982 | 1990 | 1999 | 2004 | 2006 | 2009 |
| ---- | ---- | ---- | ---- | ---- | ---- | ---- | ---- | ---- |
| 390  | 341  | 332  | 237  | 225  | 225  | 230  | 228  | 213  |

| 2014 | 2019 | 2022 | - | - | - | - | - | - |
| ---- | ---- | ---- | - | - | - | - | - | - |
| 214  | 209  | 201  | - | - | - | - | - | - |

### Enseignement
En raison de sa faible population, le village de Saint-Prix ne dispose d'aucun établissement scolaire. Les établissements d'enseignement primaire les plus proches sont situés dans les communes de Saint-Léger-sous-Beuvray et de la Grande-Verrière, riveraines de la commune.
Saint-Prix est située dans l'académie de Dijon.

### Équipement et événements sportifs
- Station de ski

Situé dans la forêt domaniale de Saint-Prix, au-delà du village de Glux-en-Glenne qu'il faut traverser en voiture depuis le bourg de Saint-Prix, le secteur du Haut-Folin, avec ses 901 mètres d'altitude, bénéficie depuis les années 1980 de cinq pistes de ski de fond pour un total de quarante kilomètres ainsi que d'un téléski. Le site est géré par une association locale dénommée SKIMO.

### Santé
Le centre hospitalier le plus proche de la commune est situé à Autun. Cet établissement sanitaire comprend un service d'urgence et une maison de retraite.

### Cultes
- Culte catholique

La communauté catholique de Saint-Prix et son église (propriété de la commune) dépendent de la paroisse Sainte Jeanne de Chantal qui regroupe 16 églises du diocèse d'Autun.

### Médias
Presse écrite
- Le Journal de Saône-et-Loire est un journal quotidien régional français qui est distribué dans tout le territoire du département de Saône-et-Loire.

Station de radio locale
- Radio Morvan (ou Radio Morvan Force 5), qui émet 24 heures sur 24 en stéréophonie des programmes musicaux et divers, et traite l'information locale. Sa fréquence est 95,8 MHz en FM.

### Vie associative
- Anim'Saint-Prix

Cette association locale, créée en 2013, édite une petite revue en ligne, dénommée « L'escargot rieur », qui permet de connaître les différentes fête et animations locales telles que des vernissages à la salle des fêtes, des journées pèches, des randonnées, des sorties et des vides-greniers.
- Autres associations

Il existe également un club des aînés dénommé Lai Sabotée, une société de chasse dénommée Les cinq chevreuils et un comité des fêtes.

### Manifestations culturelles
- Journée découverte des oiseaux et de la flore en juin 2016[43].
- Expositions de peintures.

## Économie

### Fiscalité
Le taux de foyers fiscaux imposables à Saint-Prix s'élevait à 42,40 % en 2015, soit 53 foyers imposables sur un total de 125, le montant de l'impôt sur le revenu net moyen par foyer fiscal s'élevant à 2 274 €.

### Secteur touristique

#### Hébergement
La commune possède sur son territoire plusieurs services de chambre d'hôtes et de gîtes ruraux.

#### Activités
La commune est l'unique commune morvandelle à abriter sur son sol au niveau du sommet du Haut Folin une petite station de sports d'hiver essentiellement consacrée au ski de fond.

## Culture et patrimoine

### Patrimoine architectural

#### L'église du village
Situé dans le bourg, cet édifice date de 1899 et a été construit sur le site d'une ancienne église romane. Étudié par l'abbé et historien Jacques-François Baudiau, l'ancien édifice qui datait probablement du XIIe siècle, avait été dédié à sanctus Priscillulius, (Priest de Clermont). De style néo-roman, l'église actuelle possède un clocher-porche ainsi qu'une longue nef terminée par un transept et un chœur assez étroit. On peut découvrir en contrebas de l'église un presbytère évoqué dans le cadastre communal de 1844.

#### Carrières et mines
- La mine des « mollérats » située non loin du hameau de la Reinge, renferme une variété fibreuse de mimétite dénommée localement prixite, en l'honneur de la commune. Elle a été découverte au cours du XVIIIe siècle et exploité de façon irrégulière les siècles suivants[49].
- La carrière de fluorine d'Argentolle est située près de l'étang de l'Argentolle, cette ancienne exploitation permettait d'extraire de la fluorine et de galène argentifère[50].
- La carrière de manganèse de la Boula est u ne ancienne exploitation à ciel ouvert.
- La carrière de pierres de Prézina été exploitée durant le XXe siècle, cette carrière fut utilisée pour l'empierrement des routes, puis pour le ballaste de la ligne du TGV.

#### Autres monuments et sites locaux
- Traces de voie romaine, vestiges celtiques et gallo-romains.
- Maisons forestières et maisons morvandelles.
- Des croix de chemin.
- Dans les bois de Saint-Prix : stèle commémorative de l'écrasement, le 14 novembre 1944, d'un avion B-24 Liberator de la Royal Air Force, qui tua sept personnes dont Jean Schneider, fils d'Eugène II Schneider, et son épouse Françoise.

### Patrimoine culturel
Les deux musées les plus proches de Saint-Prix sont situés à Saint-Léger-sous-Beuvray (Musée de la civilisation celtique, lié au site de Bibracte) et à Autun (musée Rolin).

### Patrimoine naturel

Entités paysagères du Morvan
La « Dorsale boisée »
Le « Morvan des 400 m »
Les « Piedmonts »
Les « Franges »
Limites du parc naturel régional du Morvan

Lors de la dernière révision de sa charte en 2007, le parc naturel régional du Morvan a procédé à un découpage du territoire morvandiau pour obtenir quatre grands ensembles, subdivisés en vingt-trois entités paysagères. De par la présence du Haut-Folin sur son territoire, la commune de Saint-Prix est située dans :
- « La Dorsale boisée » grand ensemble comprenant « le Haut Morvan Boisé » en tant qu'entité paysagère. Cette dernière est constituée essentiellement de vastes forêts, avec de petites clairières, et de plans d'eau.

Sur le territoire de la commune est implantée une forêt domaniale : la forêt de Saint-Prix (contenance : 1 071,38 ha), peuplée de conifères.

#### Les zones naturels écologiques

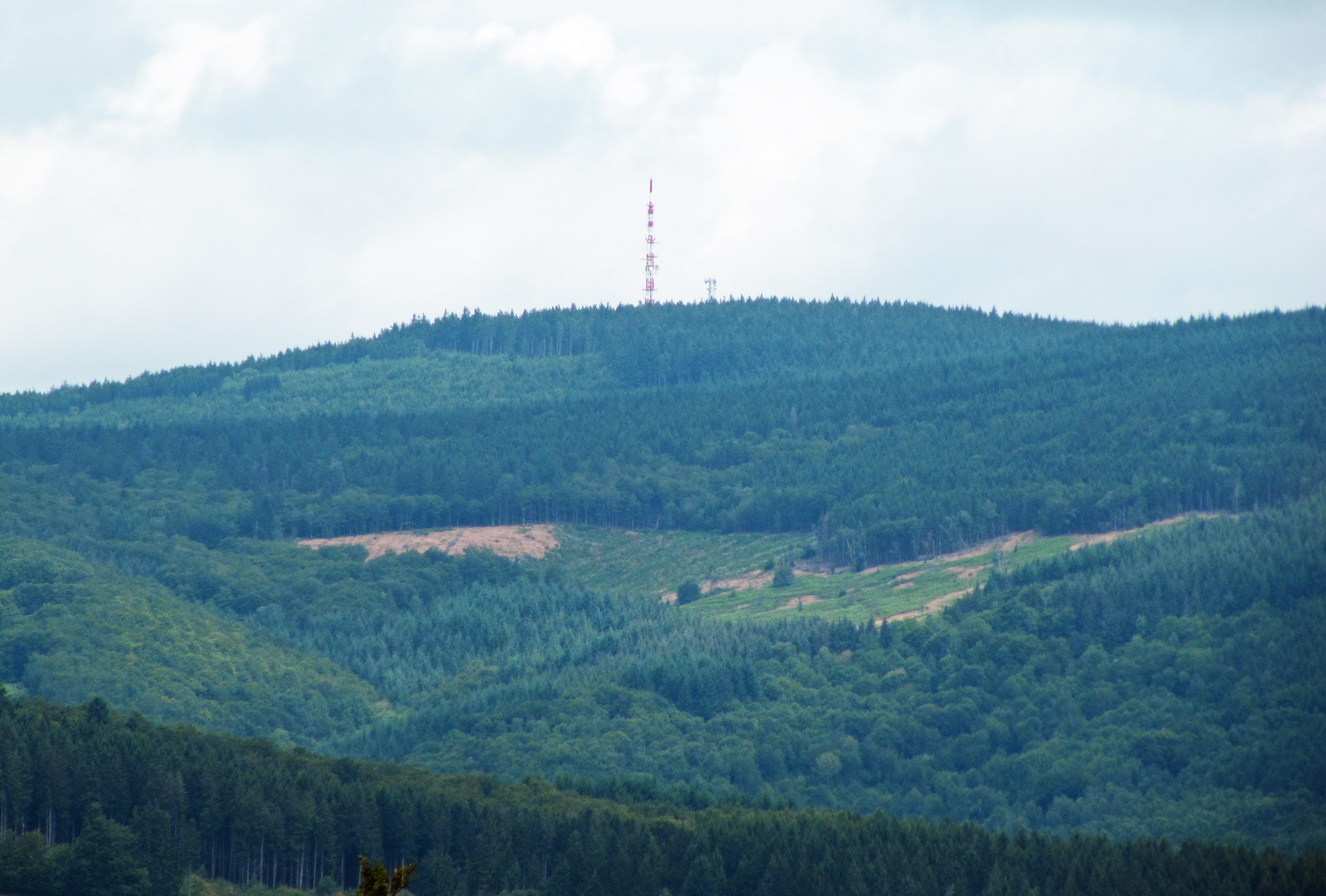
Le sommet du Haut-Folin et son antenne.

La commune héberge plusieurs zones naturelles d’intérêt écologique, faunistique et floristique (ZNIEFF) et des sites Natura 2000, souvent partagées avec d'autres communes riveraines :
- la znieff de type I : « Les Roches de Montcharmont » ;
- la znieff de type I : « La Croisette » ;
- la znieff de type I : « les sites du mont Préneley, des sources de l'Yonne, de l'étang des Roches, des Vaillants, des Vernes et de la Belle Perche » (partiellement) ;
- la znieff de type I : « les sites du Châtelet, de la Fontaine ronde et de la Proie » (partiellement) ;
- la znieff de type I : « la Goulette » ;
- la znieff de type I : « la forêt de Saint-Prix » ;
- la znieff de type I : « le bois l'Abbesse » ;
- la znieff de type II : « le Haut-Morvan et le Morvan-sud » (partiellement) ;
- le site Natura 2000 : « Hêtraie montagnarde et tourbière du haut-Morvan » (partiellement) ;
- le site Natura 2000 : « Forêts, landes, tourbières de la vallée de la Canche » (partiellement).

La commune héberge sur son territoire le sommet du Bois-du-roi (Haut-Folin) à 901 mètres d'altitude. Ce sommet est le point culminant du massif du Morvan.

#### Arbre remarquable
Le sequoia géant de Saint-Prix (forêt domaniale). Ce représentant de l'espèce Sequoiadendron giganteum, d'origine nord-américaine, se situe devant une maison forestière à un carrefour forestier. D'une hauteur de 30,5 mètres avec un tronc d'une circonférence de 5,8 mètres, L'arbre sert de point de repère pour les randonneurs.

### Patrimoine oral

#### La langue
- Le morvandiau

Saint-Prix est située en pays de langue d'oïl, dans sa variété régionale dénommée le bourguignon-morvandiau. Il s'agit d'une langue régionale de France qui a longtemps été utilisée dans cette petite commune rurale, située au cœur de la montagne morvandelle, mais qui est en voie de disparition.

#### Les légendes locales
- La « fontaine aux nourrices »

La fontaine Pelourdeau, qui est mentionnée par l'abbé Baudiau dans ses études historiques, a connu une certaine célébrité locale. Les femmes du pays s'y rendaient en pèlerinage pour avoir du lait afin de pourvoir exercer la profession de nourrices, très en vogue dans le Morvan, dès la fin du XIXe siècle. Le site de cette fontaine a disparu dans les années 1990.
Ces « nourrices sur place », issues de familles d'artisans ou de paysans appauvris par la révolution industrielle, accueillaient des nourrissons, dénommés « petit paris », de l'assistance publique afin de les allaiter chez elles.

### Personnalités liées à la commune
- Claude Montcharmont dit « le braconnier du Morvan »[57] (1822-1851), assassin d'un gendarme, guillotiné, est né à Saint-Prix.
- Jean Schneider (1896-1944), fils d'Eugène II Schneider, mort avec son épouse Françoise et cinq autres personnes le 14 novembre 1944 dans le crash d'un avion B-24 Liberator de la Royal Air Force ramenant le couple d'Afrique du Nord[58].

### Héraldique
|  | Saint-Prix (Saône-et-Loire) possède des armoiries dont l'origine et le blasonnement exact ne sont pas disponibles. |